# Cartierul Meltea, Făgăraș
Meltea este un cartier al Municipiului Făgăraș din județul Brașov, Transilvania, România.
În 2012 a fost inaugurată aici o stradă cu numele Radu Anton Roman.